# Cena Miroslava Ivanova
Cena Miroslava Ivanova je od roku 2001 udělována nejzdařilejším publikacím z oblasti literatury faktu, respektive jejich autorům. Vyhlašuje ji Klub autorů literatury faktu spolu s rodinou Miroslava Ivanova a cena je udělována v pěti kategoriích, a od roku 2021 na deset kategorií:
I – celoživotní dílo,
II – dílo vydané během posledních tří let, 
III – dílo autora do 39 let, 
IV – časopisecká tvorba publikovaná během roku, 
V – nakladatel vydávající literatury faktu.
Kategorie od roku 2021: Celoživotní dílo; hlavní cena; české dějiny; světové dějiny; regionální dějiny; politické vědy, filozofie, sociální vědy a náboženství; literární vědy a uměnovědy; memoárová a biografická literatura; ostatní literatura faktu; cena pro nakladatelství soustavně se věnujícímu vydávání literatury faktu.

## Ocenění (sestupně)
Rok 2021
Celoživotní dílo
Jana Vrzalová

Hlavní cena
Miroslav Novotný a kol.
za knihu Velké dějiny zemí koruny české – Školství a vzdělanost, vydanou Nakladatelstvím Paseka s.r.o. v roce 2020

Kategorie: České dějiny
Martin Franc a Věra Dvořáčková a kol.
za knihu Dějiny československé akademie věd I (1852–1962), vydanou Nakladatelstvím Academia v roce 2019

Kategorie: Světové dějiny
Emil Voráček, Bohuslav Litera a David Hubený
za knihu V zájmu Velmoci – Československo a Sovětský svaz 1918–1948 vydanou Historickým ústavem AV ČR, v.v.i. v roce 2019

Kategorie: Regionální dějiny
Václav Cílek, Zdeňka Sůvová, Jan Turek a kol.
za knihu Krajem Joachima Barranda – Cesta do pravěku země české, vydanou nakladatelstvím Dokořán, s.r.o. v roce 2020

Kategorie: Politické vědy, filozofie, sociální vědy a náboženství
Zbyněk Hrkal
za knihu Stopy bílého muže – Voda včera, dnes a zítra, vydanou nakladatelstvím Euromedia Group, a.s. v edici Universum v roce 2020

Kategorie: Literární vědy a uměnovědy
Ivan Margolius
za knihu Jan Kaplický, vydanou nakladatelstvím CPress v roce 2020

Kategorie: Memoárová a biografická literatura
Zdeněk Doskočil
za knihu V žaláři a vyhnanství – Ladislav Novomeský v éře stalinismu a poststalinismu, vydanou nakladatelstvím NLN, s.r.o. ve spolupráci s Historickým ústavem AV ČR, v.v.i v roce 2020

Kategorie: Ostatní literatura faktu
Jaromír Marek
za knihu Interhelpo – Tragický příběh československých osadníků v Sovětském svazu, vydanou nakladatelstvím HOST s.r.o. v roce 2020

Cena pro nakladatelství soustavně se věnujícímu vydávání literatury faktu
Extra Publishing s.r.o. Brno

### Rok 2018

#### kategorie I – celoživotní dílo
Miloslav Martínek 1943–

#### kategorie II – dílo vydané během posledních tří let
Československé spartakiády – Petr Zídek 1971–
Nezbytná, osvobozující, pomlouvaná – Libuše Heczková 1967–, Marie Bahenská, Dana Musilová 
Stěhování národů a sever Evropy. Vikingové na mořích i na pevnině – Jarmila Bednaříková 1952–
Pravomil Raichl. Život na hranici smrti – Jaroslav Čvančara 1948–
Barrandov a zahraniční film – Pavel Jiras 1940–
prémie Ženy na popravišti – Jiří Plachý 1975–, Ivo Pejčoch 1962–
prémie Století Miroslava Zikmunda – Miroslav Zikmund 1919–, Petr Horký 1973–, Miroslav Náplava 1966–, Vladimír Kroc 1966–
prémie Šofér, který změnil dějiny – Jiří Skoupý 1976–
prémie Auta první republiky 1918–1938 – Jan Tuček 1953–
čestné uznání Peruť 312 – Ladislav Sitenský 1919–2009
čestné uznání František Udržal. Sedlák a politik – Jaroslav Rokoský 1969–, Jiří Urban 1981–
zvláštní cena Klubu autorů literatury faktu za trvalý autorský přínos Příběhy domů slavných, slavných i zapomenutých a Nových příběhů domů slavných – Blanka Kovaříková 1961–

#### kategorie III – dílo autora do 39 let
Gustáv Husák – Michal Macháček 1986–
Marx, Engels, Beatles – Zdeněk Nebřenský 1978–
Jan z Moravy. Zapomenutý Lucemburk na aquilejském stolci – Ondřej Schmidt 1990–
Architektura olympijských her – Martin Vlnas 1981–
prémie Edvard Beneš mezi Londýnem a Moskvou – Radka Kubelková 1981–
prémie Výchova kněží v Čechách a jejich role v náboženské kultuře (1848–1914) – Tomáš Pavlíček 1982–
prémie Železnice, pošta a telegraf rakouské armády v letech 1848–1914 – Vojtěch Szajkó 1986–

#### kategorie IV – časopisecká tvorba publikovaná během roku
Svetozár Plesník

#### kategorie V – nakladatel vydávající literaturu faktu
Epocha 

### Rok 2015

#### kategorie I – celoživotní dílo
Jan Kux 1948–

#### kategorie II – dílo vydané během posledních tří let
hlavní cena Historie evropských duelů a šermů – Jiří Kovařík 1950–, Leonid Křížek 1947
Na křídlech světové války – Jiří Rajlich 1964–
Doss Alto – Josef Fučík 1933–
prémie Hlučná samota – Petr Kotyk 1963–, Světlana Kotyková 1963, Tomáš Pavlíček 1972–
prémie Knihy kupovati… – Jiří Trávníček 1960–, Zdeněk Šimeček 1929–
prémie Svět měst – Jiří Hrůza 1925–2012

#### kategorie III – dílo autora do 39 let
hlavní cena Příběhy o hrdé pokoře – Petra Vokáčová 1975–
Dějiny tetování – Martin Rychlík 1977–
Izolovaný ostrov – Tomáš Nigrin 1981–

#### kategorie IV – časopisecká tvorba publikovaná během roku
Karel Richter 1930–

#### kategorie V – nakladatel vydávající literaturu faktu
Academia 

### Rok 2014

#### kategorie II – dílo vydané během posledních tří let
Popravení, kam jste se poděli? – Zora Dvořáková 1934–
Tigrid poprvé – Pavel Kosatík 1962–
Malá skvělá válka – Josef Opatrný 1945–
Hmyzí rodiny a státy – Jan Žďárek 1938–
prémie Dějiny Akademie věd ČR v obrazech – Martin Franc 1973–, Vlasta Mádlová 1977– 
prémie Italské patálie maršála Radeckého – Luboš Taraba 1958–
prémie Jiří Škach – Jiří Štancl 1949–
prémie Jiří Štancl – Antonín Škach

#### kategorie III – dílo autora do 39 let
Protektorátní Praha jako německé město – Miloš Hořejš 1976–
prémie Přátelství navzdory Hitlerovi – Judita Matyášová 1979–
čestné uznání Poselství prachu – Miroslav Černý 1977–

#### kategorie IV – časopisecká tvorba publikovaná během roku
Heda Bartíková 1944–

#### kategorie V – nakladatel vydávající literaturu faktu
Nakladatelství AOS Publishing 

### Rok 2012
cena slovenskému autorovi literatury faktu
Slavo Kalný 1929–

#### kategorie I – celoživotní dílo
Jan Halada 1942–

#### kategorie II – dílo vydané během posledních tří let
hlavní cena Fašismus v českých zemích – Ivo Pejčoch 1962–
Hrdinové Československa – Karel Richter 1930–, Roman Cílek 1937–
Velká válka s křižáky 1409–1411 – Radek Fukala 1963–
Fotbaloví géniové – Milan Macho 1947–
prémie Krve po kolena – Luboš Taraba 1958–
čestné uznání Národní soud nad zrádcem Karlem Sabinou – Petr Kovařík 1946–
čestné uznání Proti rudému baronovi – Břetislav Ditrych 1942–
čestné uznání Tenkrát na západě – Karel Jordán 1952–
čestné uznání Krvavé rituály Střední a Jižní Ameriky – Zuzana Marie Kostičová 1980–, Markéta Křížová 1974–, Sylvie Květinová 1977

#### kategorie III – dílo autora do 39 let
hlavní cena Krvavá odyssea – Miroslav Šedivý 1980–
Kinematografie zapomnění – Štěpán Hulík 1984–
prémie Bitva o Francii – Jan Michl 1975–
prémie Čechoslovakista Rudolf Medek ţ Katya Kocourek 1977–

#### kategorie IV – časopisecká tvorba publikovaná během roku
Miloslav Martínek 1943–

#### kategorie V – nakladatel vydávající literaturu faktu
Epocha 
Pražská vydavatelská společnost

### Rok 2011
zvláštní prémie Literární život ve stínu Mnichova Jaroslav Med 1932–
zvláštní cena Jdi po skryté stopě – Zdenek Slouka 1923–
zvláštní čestné uznání Nebeští cyklisté – Ivo Hrubíšek

#### kategorie I – celoživotní dílo
Zdeněk Mahler 1928–

#### kategorie II – dílo vydané během posledních tří let
Krvavé mise OSN – Jindřich Marek 1952–
Hirošima a zrod atomového věku – Zdeněk Dienstbier 1926–
Gallipoli – Yvette Heřtová 1933–
Byl to jenom rock'n'roll? – Miroslav Vaněk 1961–
prémie 101 nejkrásnějších domovních znamení Prahy – Soňa Thomová 1947–, Michal Thoma 1979–, Zdeněk Thoma 1938–, Martin D. Antonín 1978–
prémie Ve stínu Hindukúše – Vladimír Marek 1957–
čestné uznání Češi v Antarktidě – Hynek Adámek 1962–
čestné uznání Obchod na rynečku a muži ze železářství – Jan John 
čestné uznání Muž proti muži, stroj proti stroji – Miroslav Šnajdr 1961–

#### kategorie III – dílo autora do 39 let
Příběh herečky – Petr Zídek 1971– (autor cenu nepřijal)

Bojovali a umírali v Indočíně – Ladislav Kudrna 1975–

České země v letech 1705–1792 – Roman Vondra 1979–

čestné uznání Filozofové v battledressech – Jiří Plachý 1975–

#### kategorie IV – časopisecká tvorba publikovaná během roku
Přemysl Veverka 1940–

#### IV – časopisecká tvorba publikovaná během roku
Michal Vitanovský 1946–

#### kategorie V – nakladatel vydávající literaturu faktu
Academia 

### Rok 2010

#### kategorie I – celoživotní dílo
hlavní cena Jiří Bílek 1948–

zvláštní cena za trvalý přínos pro českou a slovenskou literaturu faktu Ladislav Švihran 1931–

#### kategorie III – dílo autora do 39 let
hlavní cena Kavalíři, puritáni, královrazi – Pavel Vodička 1975–

#### kategorie IV – časopisecká tvorba publikovaná během roku
Jan Kux 1948–

#### kategorie V – nakladatel vydávající literaturu faktu
Mladá fronta 

### Rok 2009

#### kategorie I – celoživotní dílo
Jiří Svetozar Kupka 1921–

#### kategorie II – dílo vydané během posledních tří let
hlavní cena Džihád proti Kremlu – Martin Novák 1969

#### kategorie III – dílo autora do 39 let
hlavní cena Cizinci v RAF – Jan Michl 1975–

#### kategorie IV – časopisecká tvorba publikovaná během roku
Ivan Brož 1938–

#### kategorie V – nakladatel vydávající literaturu faktu
XYZ 

### Rok 2008

#### kategorie I – celoživotní dílo
Roman Cílek 1937–

zvláštní cena Rudolf Schuster 1934–

#### kategorie II – dílo vydané během posledních tří let
hlavní cena Křižovatka tří moří – Jaroslav Kubec 1931–, Josef Podzimek 1937–

Třeba i železem a krví – Karel Richter 1930–

Rytířské bitvy a osudy 1066–1525 – Jiří Kovařík 1950–

Napoleon Bonaparte a jeho soupeři – Stanislav Wintr

čestné uznání Slezsko, neznámá země Koruny české – Radek Fukala 1963–

čestné uznání Pouť za černým Kristem pěti světadíly – Vašek Vašák 1949–

#### kategorie III – dílo autora do 39 let
hlavní cena Horatio Nelson – Monika Bandasová 1986–

Študáci a kantoři za starého Rakouska – Kateřina Řezníčková

prémie Od Jišivu k Izraeli – Jan Zouplna 

čestné uznání Černá Hora – František Šístek 1977–

#### kategorie IV – časopisecká tvorba publikovaná během roku
Robert Kvaček 1932–

#### kategorie V – nakladatel vydávající literaturu faktu
Jota 

### Rok 2007

#### kategorie I – celoživotní dílo
Zora Dvořáková 1934–

#### kategorie II – dílo vydané během posledních tří let
prémie Hranice placená krví – Karel Richter 1930–

Arabsko-izraelské války – Ivan Brož 1938–

prémie in memoriam Neobyčejný život Nikity Sergejeviče – Vladislav Moulis 1931–2006

Velká kniha o soubojích a duelantech – Vladimír Šindelář 1959–

Zámořské objevy – Jan Klíma 1943–

čestné uznání Marie Adamcová 1932–

čestné uznání Encyklopedie řádů, kongregací a řeholních společností – Milan M. Buben 1946–

čestné uznání Sláva balonům! – Břetislav Ditrych 1942–

#### kategorie III – dílo autora do 39 let
Kosovo – Patrik Girgle 1978–

prémie Československo a francouzská Afrika 1948–1968 – Petr Zídek 1971–

#### kategorie IV – časopisecká tvorba publikovaná během roku
Otakar Brůna 1928–

#### kategorie V – nakladatel vydávající literaturu faktu
Svět křídel 

### Rok 2006
zvláštní cena za trvalý autorský přínos pro literaturu faktu

Viliam Apfel 1940–

#### kategorie I – celoživotní dílo
Antonín Benčík 1926–

#### kategorie II – dílo vydané během posledních tří let
hlavní cena Barikáda z kaštanů – Jindřich Marek 1952–

Zapomeňte, že jste byli lidmi – Roman Cílek 1937–, Miloslav Moulis 1921–2010

František Josef I. – Jiří Pernes 1948–

Pod hradbou Himálaje – Soňa Thomová 1947–, Zdeněk Thoma 1938–

prémie Bohové, hroby, učitelé – Karel Sklenář 1938–

čestné uznání Sen o odplatě – Radek Fukala 1963–

#### kategorie IV – časopisecká tvorba publikovaná během roku, in memoriam za články v revue Přísně tajné
Vladislav Moulis 1931–2006

### Rok 2005

#### kategorie I – celoživotní dílo
Karel Richter 1930–

#### kategorie II – dílo vydané během posledních tří let
Klatovské oprátky – Jiřík Václav 1944–

Stát osamělé hvězdy a mexicko-americká válka – Josef Opatrný 1945–

Svět zvaný Amerika – Jiřina Rybáčková 1942–

prémie Divoký Západ – Jiří Černík 1942–

prémie Krvavý Jom Kippur – Jan Wanner 1940–

#### kategorie III – dílo autora do 39 let
Únor a kultura, sovětizace české kultury 1948–1950 – Jiří Knapík 1975–

### Rok 2004

#### kategorie I – celoživotní dílo
Dušan Tomášek 1924–

#### kategorie II – dílo vydané během posledních tří let
Navzdory nevávisti a mstě – Zora Dvořáková 1934–

Holocaust...a Bůh tehdy mlčel – Roman Cílek 1937–

Alois Musil zvaný Músa ar Rueili – Oldřich Klobas 1933–2005

Blues o spolykaných slovech – Jaroslav Císař 1955–

čestné uznání Příběh čaje – Soňa Thomová 1947–, Michal Thoma 1979–, Zdeněk Thoma 1938–

zvláštní cena Klubu autorů literatury faktu za trvalý autorský přínos 

Pavel Dvořák 1937–

#### kategorie III – dílo autora do 39 let
Český PEN klub v letech 1925–1938 – Petra Krátká 

#### kategorie IV – časopisecká tvorba publikovaná během roku, prémie za články v revuePřísně tajné
Antonín Benčík 1926–, Václav Kural 1928–

#### kategorie V – nakladatel vydávající literaturu faktu
Epocha, Rodiče 

### Rok 2003

#### kategorie I – celoživotní dílo
Dušan Uhlíř 1938–

#### kategorie II – dílo vydané během posledních tří let
Krajiny vnitřní a vnější – Václav Cílek 1955–

Převleky mého města – Adolf Branald 1910–2008

prémie Běsové ruské revoluce – Vladislav Moulis 1931–2006

prémie Smečka – Petr Vágner 1957–

prémie Björnstjerne Björnson: Malým národům – Ladislav Řezníček 1957–

čestné uznání Sám proti gestapu – Dušan Tomášek 1924–

zvláštní ocenění Klubu autorů literatury faktu za významný přínos pro literaturu faktu

Otakar Brůna 1928–

#### kategorie III – dílo autora do 39 let
prémie Stuartovská Anglie – Martin Kovář 1965–

prémie Jediný československý maršál – Jiří Rajlich 1964–

#### kategorie IV – časopisecká tvorba publikovaná během roku, za články v revuePřísně tajné
Jiří Bílek 1948–

#### kategorie V – nakladatel vydávající literaturu faktu
Libri 

### Rok 2002

#### kategorie I – celoživotní dílo
Robert Kvaček 1932–

#### kategorie II – dílo vydané během posledních tří let
Utajovaná pravda o Alexandru Dubčekovi – Antonín Benčík 1926–

Odsouzená loď – Miloš Hubáček 1937–

1812: Napoleonovo ruské tažení – Jiří Kovařík 1950–

čestné uznání Osobnosti a osudy obce: (Obříství 1290–2000) – Miroslav Sígl 1926–

zvláštní cena za trvalý autorský přínos

Vojtech Zamarovský 1919–

#### kategorie III – dílo autora do 39 let
1. českosloslovenská tanková brigáda v SSSR – Milan Kopecký 1971–

#### kategorie IV – časopisecká tvorba publikovaná během roku, za články v revuePřísně tajné
Roman Cílek 1937–

#### kategorie V – nakladatel vydávající literaturu faktu
Češi na cestě stoletím – Agave 

### Rok 2001

#### kategorie I – celoživotní dílo
Miloslav Moulis 1921–2010

#### kategorie II – dílo vydané během posledních tří let
Svatí kacíři – Jindra Jarošová 1948–

prémie Nokturno – Zdeněk Mahler 1928–

prémie Poslední Habsburkové – Jiří Pernes 1948–

prémie Vladaři Dračích údolí – Jindřich Marek 1952–, Otakar Brůna 1928–

prémie Karel IV. – František Kavka 1920–2005

prémie Colonel Toby – Čestmír Sládek 1927–

#### kategorie III – dílo autora do 39 let
Sedmiletá válka v Evropě – František Stellner 1966–

prémie Vlčák Ant, hrdinný letec RAF – Iveta Irvingová 

#### kategorie IV – časopisecká tvorba publikovaná během roku, za články v revuePřísně tajné
Roman Cílek 1937–, Václav Tikovský 